# Diocesi di Linoe
La diocesi di Linoe (in latino Dioecesis Linoensis) è una sede soppressa del patriarcato di Costantinopoli e una sede titolare della Chiesa cattolica.

## Storia
Linoe, identificabile con Bilecik o con Elbeili nell'odierna Turchia, è un'antica sede vescovile della provincia romana di Bitinia nella diocesi civile del Ponto. Faceva parte del patriarcato di Costantinopoli ed era suffraganea dell'arcidiocesi di Nicea.
Sono quattro i vescovi documentati di questa diocesi. Anastasio era presente al concilio detto in Trullo nel 692; Leone presenziò al secondo concilio di Nicea del 787; al Concilio di Costantinopoli dell'879-880 erano presenti i vescovi Basilio e Cirillo, sostenitori dei due patriarchi in competizione, Fozio e Ignazio.
Dal XIX secolo Linoe è annoverata tra le sedi vescovili titolari della Chiesa cattolica; la sede è vacante dal 21 giugno 1969.

## Cronotassi

### Vescovi greci
- Anastasio † (menzionato nel 692)
- Leone † (menzionato nel 787)
- Basilio † (menzionato nell'879)
- Cirillo † (menzionato nell'879)

### Vescovi titolari
- Paul-Marie Ramond, M.E.P. † (18 aprile 1895 - 5 gennaio 1944 deceduto)
- Alfredo Maria Obviar y Aranda † (11 marzo 1944 - 21 giugno 1969 nominato vescovo di Lucena)